# Vlastimil Bubník
Vlastimil Bubník (Kelč, 18 marzo 1931 – Praga, 6 gennaio 2015) è stato un hockeista su ghiaccio e calciatore cecoslovacco, di ruolo centrocampista.

## Biografia
Come hockeista su ghiaccio partecipò alle Olimpiadi invernali per quattro volte, nelle edizioni del 1952, 1956, 1960 e 1964, anno in cui la sua nazionale ottenne la medaglia di bronzo.

### Olimpiadi invernali
- 1 medaglia[1]:
  - 1 bronzo (Innsbruck 1964)